# 晋江

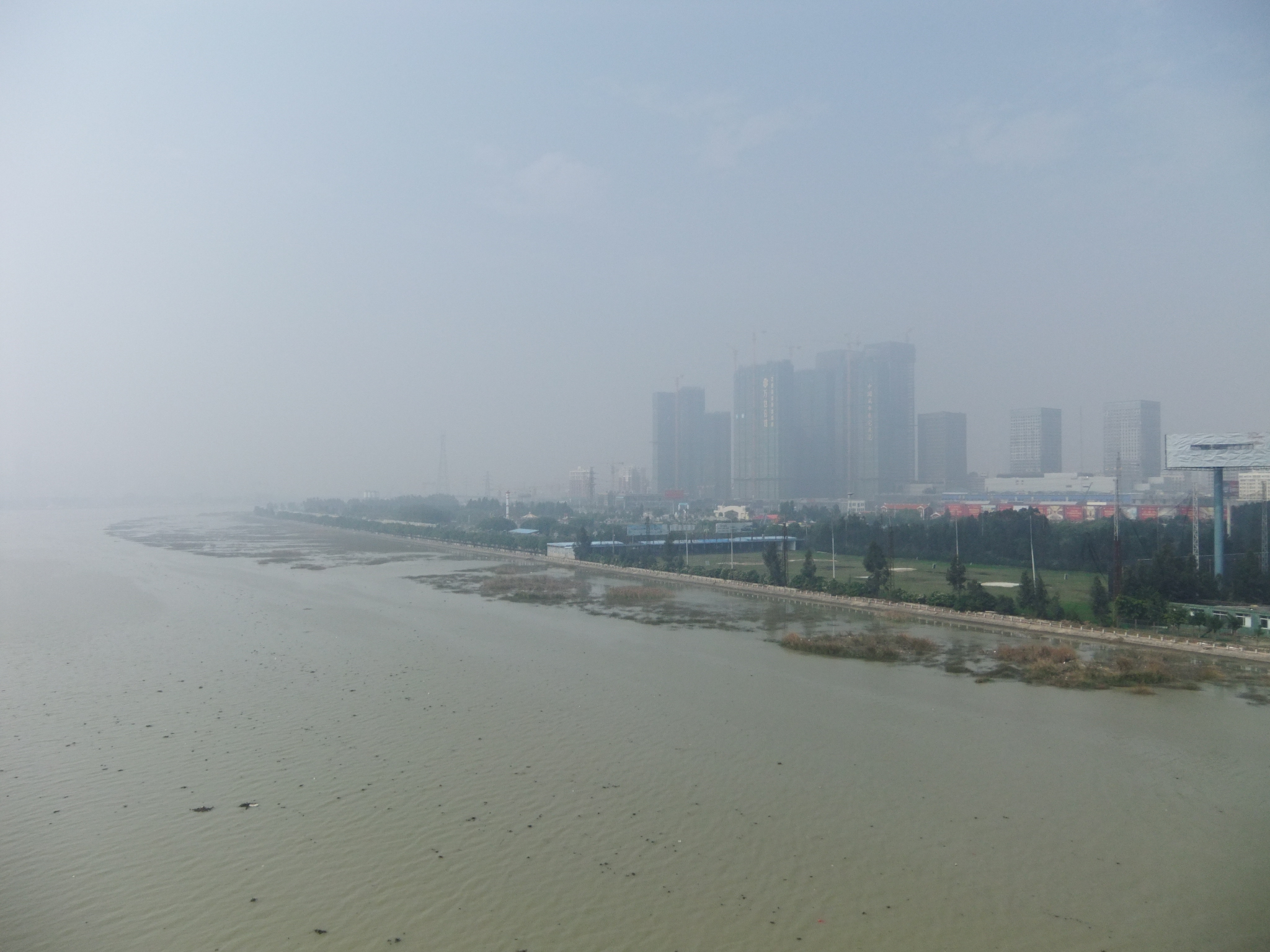
泉州市晋江

晋江（白話字：Chìn-kang，發音：t͡sin⁴¹⁻⁵⁵⁴ kaŋ³³）是中國福建省泉州市的第一大河，全流域都在泉州市境内。晋江水系河流全长404.8公里，流域面积5629平方公里，流经永春县、安溪县、南安市、鲤城区、丰泽区和晋江市。
河流得名晋江的原因，是從西晉太康三年（282年）設晉安郡，故將此河命名為「晉江」。
晋江的源头在戴云山脉东坡，上游的东溪和西溪在南安市丰州镇双溪口汇合后成为晋江，并在浔埔注入泉州湾（台灣海峽）。

随着现代化进程，泉州晋江流域正面临着资源性缺水和水质性缺水的水资源危机。

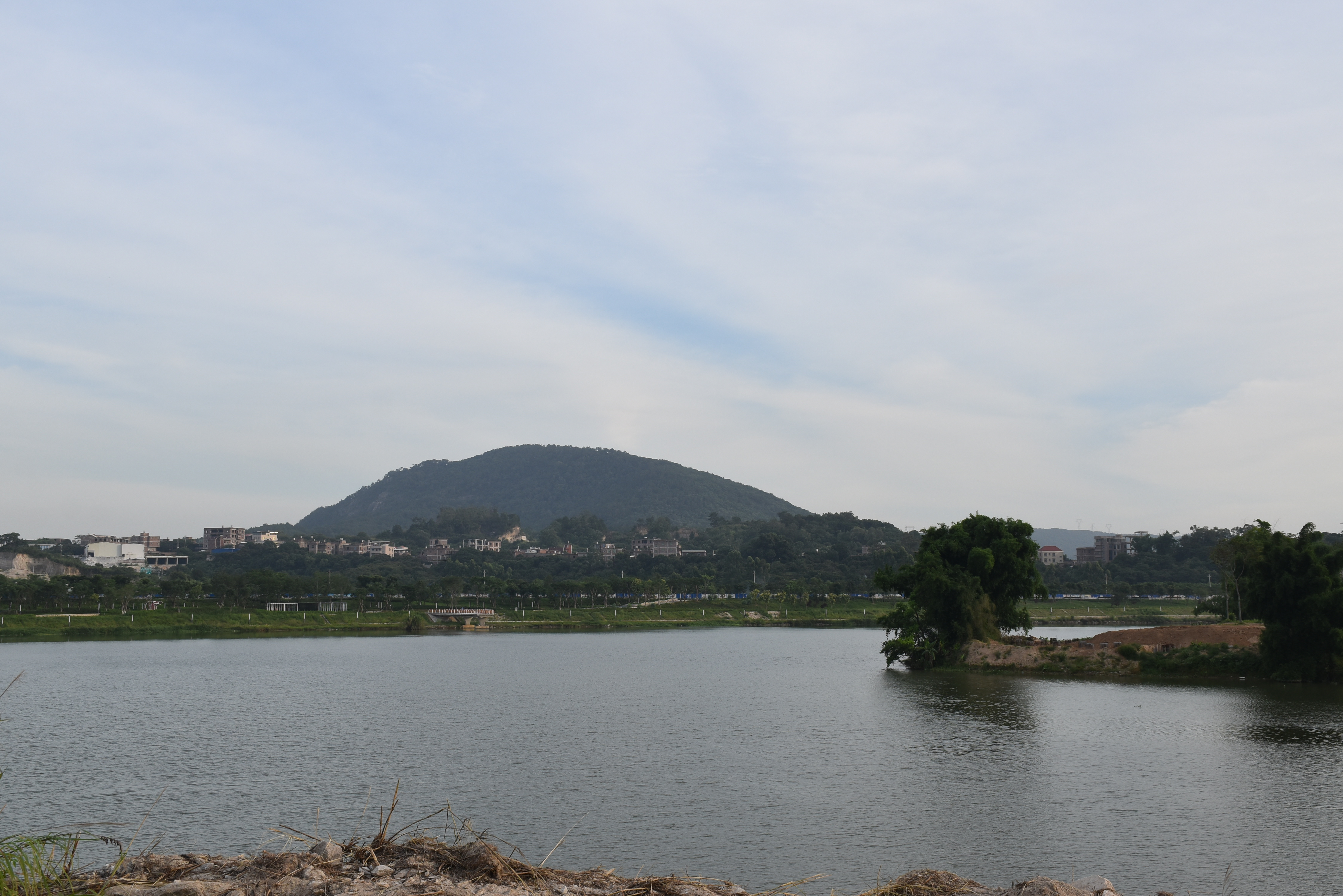
泉州市南安市丰州镇双溪村双溪口，晋江两大支流东溪和西溪在此汇合，以下河段为晋江中流。
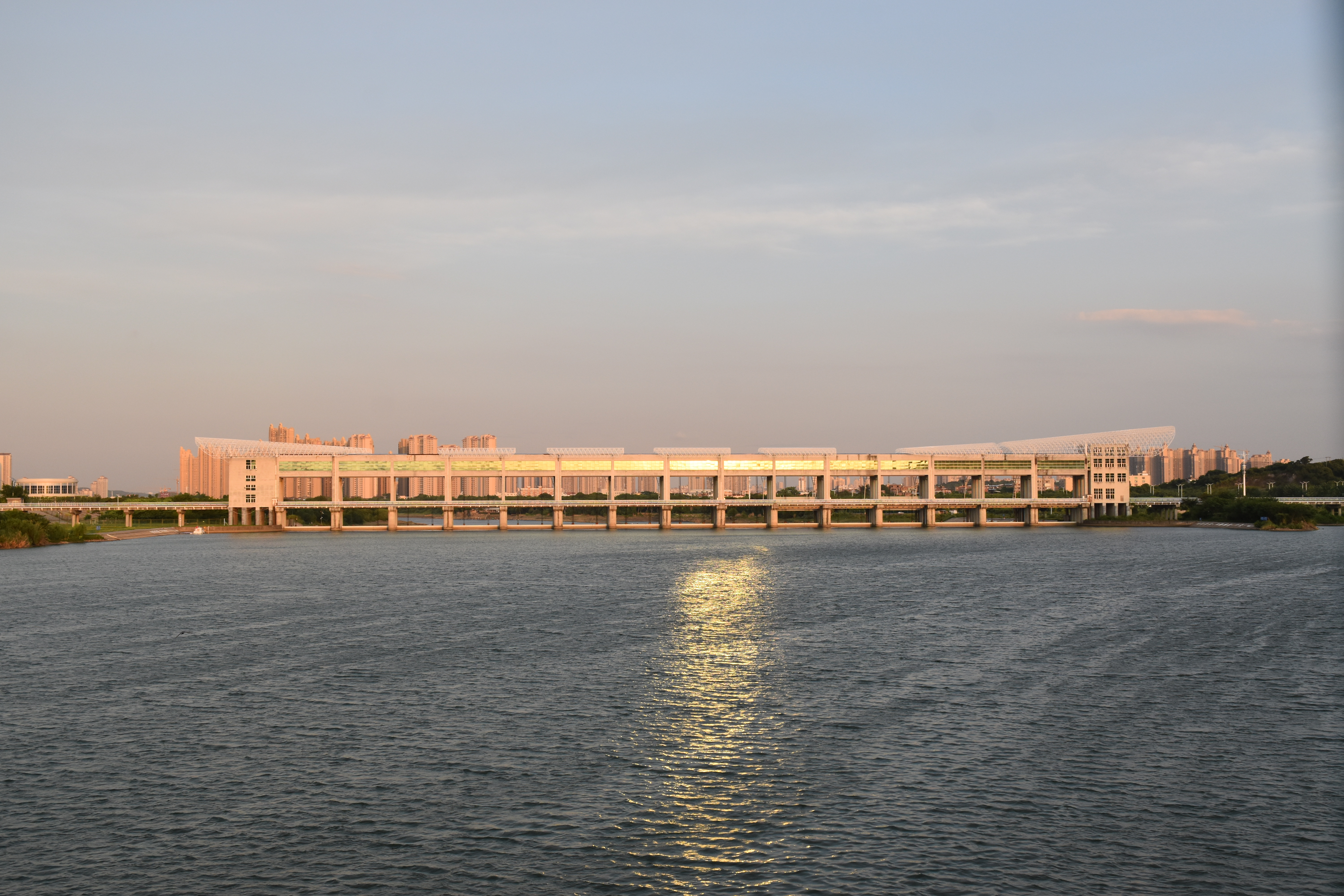
位于晋江上的新金鸡拦河闸。